# Джейхан
Джейха́н (тур. Ceyhan) — город и район в провинции Адана в Турции с населением 180 тысяч жителей (данные на 2000 год). 

## История
Люди жили в этих местах с древнейших времён. В 1185 году армянский князь Рубен III захватил у Боэмунда III все области от Джейхана до Кастуна. Город входил в состав разных государств; в итоге он попал в состав Османской империи.

## Экономика
Главное экономическое значение города вытекает из его функции как конечного пункта двух нефтепроводов и из существующего в нём нефтеналивного порта. Более старый нефтепровод доставляет нефть из северного Ирака. 
Новый нефтепровод Баку — Тбилиси — Джейхан (БТД) с 25 мая 2005 года доставляет каспийскую нефть из Азербайджана. Отгрузка нефти происходит с территории порта города через нефтеналивные танкеры.
На конец сентября 2024 года для транспортировки нефти по БТД использовано 5 786 танкеров.